# Susan Sarandon
Susan Abigail Sarandon (născută Tomalin; n. 4 octombrie 1946, New York City, New York, SUA) este o actriță americană, laureată a premiului Oscar. Este cunoscută de asemenea și pentru activismul social și politic.

## Filmografie

### Filme
| An   | Titlu                                 | Rol                                               | Note                 |
| ---- | ------------------------------------- | ------------------------------------------------- | -------------------- |
| 1970 | Joe                                   | Melissa Compton                                   |                      |
| 1971 | Lady Liberty                          | Sally                                             |                      |
| 1971 | The Apprentice                        | Elizabeth Hawkins                                 |                      |
| 1974 | Lovin' Molly                          | Sarah                                             |                      |
| 1974 | The Front Page                        | Peggy Grant                                       |                      |
| 1975 | The Great Waldo Pepper                | Mary Beth                                         |                      |
| 1975 | The Rocky Horror Picture Show         | Janet Margaret Weiss                              |                      |
| 1976 | One Summer Love                       | Chloe                                             |                      |
| 1977 | Checkered Flag or Crash               | C.C. Wainwright                                   |                      |
| 1977 | The Other Side of Midnight            | Catherine Alexander Douglas                       |                      |
| 1977 | The Great Smokey Roadblock            | Ginny                                             | + co-producător      |
| 1978 | Pretty Baby                           | Hattie                                            |                      |
| 1978 | King of the Gypsies                   | Rose                                              |                      |
| 1979 | Something Short of Paradise           | Madeline Ross                                     |                      |
| 1980 | Atlantic City                         | Sally                                             |                      |
| 1980 | Loving Couples                        | Stephanie                                         |                      |
| 1982 | Tempest                               | Aretha                                            |                      |
| 1983 | The Hunger                            | Sarah Roberts                                     |                      |
| 1984 | The Buddy System                      | Emily                                             |                      |
| 1985 | Compromising Positions                | Judith Singer                                     |                      |
| 1987 | The Witches of Eastwick               | Jane Spofford                                     |                      |
| 1988 | Bull Durham                           | Annie Savoy                                       |                      |
| 1988 | Sweet Hearts Dance                    | Sandra Boon                                       |                      |
| 1989 | The January Man                       | Christine Starkey                                 |                      |
| 1989 | A Dry White Season                    | Melanie Bruwer                                    |                      |
| 1990 | White Palace                          | Nora Baker                                        |                      |
| 1991 | Thelma & Louise                       | Louise Sawyer                                     |                      |
| 1992 | The Player                            | Ea însăși                                         |                      |
| 1992 | Light Sleeper                         | Ann                                               |                      |
| 1992 | Bob Roberts                           | Tawna Titan                                       |                      |
| 1992 | Lorenzo's Oil                         | Michaela Odone                                    |                      |
| 1994 | The Client                            | Gloria Dumbrowski                                 |                      |
| 1994 | Little Women                          | Margaret March                                    |                      |
| 1994 | Safe Passage                          | Mag Singer                                        |                      |
| 1995 | Dead Man Walking                      | Sister Helen Prejean                              |                      |
| 1996 | James and the Giant Peach             | Miss Spider (voce)                                |                      |
| 1998 | Twilight                              | Catherine Ames                                    |                      |
| 1998 | Illuminata                            | Calimene                                          |                      |
| 1998 | Stepmom                               | Jackie Harrison                                   | +producător executiv |
| 1999 | Our Friend, Martin                    | Mrs. Clark (voce)                                 | Direct-to-video      |
| 1999 | Cradle Will Rock                      | Margherita Sarfatti                               |                      |
| 1999 | Anywhere but Here                     | Adele August                                      |                      |
| 2000 | Joe Gould's Secret                    | Alice Neel                                        |                      |
| 2000 | Rugrats in Paris: The Movie           | Coco LaBouche (voce)                              |                      |
| 2001 | Cats & Dogs                           | Ivy (voce)                                        |                      |
| 2001 | Goodnight Moon                        | Narator                                           | Scurtmetraj          |
| 2002 | Igby Goes Down                        | Mimi Slocumb                                      |                      |
| 2002 | The Banger Sisters                    | Lavinia Kingsley                                  |                      |
| 2002 | Moonlight Mile                        | Jojo Floss                                        | +producător executiv |
| 2002 | Little Miss Spider                    | Narator                                           | Scurtmetraj          |
| 2004 | Noel                                  | Rose Collins                                      |                      |
| 2004 | Jiminy Glick in Lalawood              | Ea însăși                                         | Cameo                |
| 2004 | Shall We Dance                        | Beverly Clark                                     |                      |
| 2004 | Alfie                                 | Liz                                               |                      |
| 2005 | Elizabethtown                         | Hollie Baylor                                     |                      |
| 2005 | Romance & Cigarettes                  | Kitty                                             |                      |
| 2006 | Irresistible                          | Sophie                                            |                      |
| 2007 | Mr. Woodcock                          | Beverly Farley                                    |                      |
| 2007 | In the Valley of Elah                 | Joan Deerfield                                    |                      |
| 2007 | Enchanted                             | Queen Narissa                                     |                      |
| 2007 | Emotional Arithmetic                  | Melanie Lansing Winters                           |                      |
| 2008 | Speed Racer                           | Mom Racer                                         |                      |
| 2008 | Middle of Nowhere                     | Rhonda Berry                                      |                      |
| 2009 | The Greatest                          | Grace Brewer                                      |                      |
| 2009 | Leaves of Grass                       | Daisy Kincaid                                     |                      |
| 2009 | Solitary Man                          | Nancy                                             |                      |
| 2009 | The Lovely Bones                      | Grandma Lynn                                      |                      |
| 2010 | Wall Street: Money Never Sleeps       | Sylvia Moore                                      |                      |
| 2010 | Peacock                               | Fanny Crill                                       |                      |
| 2012 | Jeff, Who Lives at Home               | Sharon Thompkins                                  |                      |
| 2012 | Robot & Frank                         | Jennifer                                          |                      |
| 2012 | That's My Boy                         | Mary McGarricle                                   |                      |
| 2012 | Arbitrage                             | Ellen Miller                                      |                      |
| 2012 | Cloud Atlas                           | Madame Horrox/Older Ursula/Yosouf Suleiman/Abbess |                      |
| 2012 | The Company You Keep                  | Sharon Solarz                                     |                      |
| 2013 | Snitch                                | Joanne Keeghan                                    |                      |
| 2013 | Irwin & Fran                          | Narator                                           |                      |
| 2013 | The Big Wedding                       | Bebe McBride                                      |                      |
| 2013 | The Last of Robin Hood                | Florence Aadland                                  |                      |
| 2013 | Still of Night                        | Actress                                           |                      |
| 2014 | Tammy                                 | Pearl Balzen                                      |                      |
| 2014 | Ping Pong Summer                      | Randy Jammer                                      |                      |
| 2014 | The Calling                           | Hazel Micallief                                   |                      |
| 2015 | Hell and Back                         | The Angel (voce)                                  |                      |
| 2015 | The Meddler                           | Marnie Minervini                                  | +producător executiv |
| 2015 | About Ray                             | Dolly                                             |                      |
| 2016 | Spark                                 | Bananny (voce)                                    | Filmare              |
| 2016 | Mothers Day                           | Millie                                            | Post-producție       |
| 2016 | Kid Witness                           | Detective Dottie Wheel                            |                      |
| 2016 | The Death and Life of John F. Donovan | John's mother                                     | Post-producție       |

### Televiziune
| An         | Titlu                                             | Rol                      | Note                                      |
| ---------- | ------------------------------------------------- | ------------------------ | ----------------------------------------- |
| 1970–71    | A World Apart                                     | Patrice Kahlman          |                                           |
| 1971       | Owen Marshall: Counselor at Law                   | Joyce                    | Episodul: "Burden of Proof"               |
| 1972       | Search for Tomorrow                               | Sarah Fairbanks          | episoade necunoscute                      |
| 1974       | F. Scott Fitzgerald and 'The Last of the Belles'  | Ailie Calhoun            | Film de televiziune                       |
| 1974       | The Satan Murders                                 | Kate                     | Film de televiziune                       |
| 1974       | June Moon                                         | Eileen                   | Film de televiziune                       |
| 1974       | The Rimers of Eldritch                            | Pasty Johnson            | Film de televiziune                       |
| 1975       | The Haunting of Rosalind                          |                          | Film de televiziune                       |
| 1982       | Who Am I This Time?                               | Helene Shaw              | Episodul: "American Playhouse"            |
| 1984       | Oxbridge Blues                                    | Natalie                  | Episodul: "He'll See You Now"             |
| 1984       | Faerie Tale Theatre                               | Beauty                   | Episodul: "Beauty And The Beast"          |
| 1985       | A.D                                               | Livilla                  | 5 episoade                                |
| 1985       | Mussolini and I                                   | Edda Mussolini Ciano     | Film de televiziune                       |
| 1986       | Women of Valor                                    | Col. Margaret Ann Jessup | Film de televiziune                       |
| 1994       | All Star 25th Birthday: Stars and Street Forever! | Bitsy                    | Television special                        |
| 1995       | The Simpsons                                      | Ballet Teacher (voce)    | Episodul: "Homer vs. Patty & Selma"       |
| 1999       | Earthly Possessions                               | Charlotte Emory          | Film de televiziune                       |
| 2001       | Friends                                           | Jessica Lockhart         | Episodul: "The One With Joey's New Brain" |
| 2001       | Cool Women in History                             | Ea însăși (host)         | Season 1                                  |
| 2002       | Malcolm in the Middle                             | Meg                      | 2 episoade                                |
| 2003       | Ice Bound: A Woman's Survival at the South Pole   | Dr. Jerri Nielsen        | Film de televiziune                       |
| 2003       | Frank Herbert's Children of Dune                  | Princess Wensicia        | 3 episoade                                |
| 2004       | Troy: The Passion of Helen                        | Ea însăși (host)         | Television documentary                    |
| 2005       | The Exonerated                                    | Sunny Jacobs             | Film de televiziune                       |
| 2005       | Mad TV                                            | Diverse roluri           | 2 episoade                                |
| 2006–07    | Rescue Me                                         | Alicia                   | 6 episoade                                |
| 2007       | Bernard and Doris                                 | Doris Duke               | Film de televiziune                       |
| 2009, 2011 | Saturday Night Live                               | Mama                     | Necreditat 2 episoade                     |
| 2009       | ER                                                | Nora                     | Episodul: "Old Times"                     |
| 2010       | You Don't Know Jack                               | Janet Good               | Film de televiziune                       |
| 2011–12    | 30 Rock                                           | Lynn Onkman              | 2 episoade                                |
| 2012       | The Big C                                         | Joy the Joyologist       | 6 episoade                                |
| 2012       | Louie                                             | Ea însăși                | Episodul: "Late Night Part 3"             |
| 2013–14    | Mike & Molly                                      | J.C. Small               | 2 episoade                                |
| 2014       | Doll & Em                                         | Ea însăși                | Episodul: "Two"                           |
| 2015       | The Secret Life of Marilyn Monroe                 | Gladys                   | 2 episoade                                |
| 2016       | Cassius and Clay                                  | (voce)                   | Pilot                                     |

### Documentare
| An   | Titlu                                                        | Rol       |
| ---- | ------------------------------------------------------------ | --------- |
| 1983 | When the Mountains Tremble                                   | Ea însăși |
| 1990 | Through the Wire                                             | Narator   |
| 1993 | Wildnerness: The Last Stand                                  | Narator   |
| 1994 | School of the Americas Assassins                             | Narator   |
| 1995 | The Celluloid Closet                                         | Ea însăși |
| 1995 | One Woman One Vote                                           | Narator   |
| 1996 | Tell the Truth and Run: George Seldes and the American Press | Narator   |
| 1997 | The Need to Know                                             | Narator   |
| 1997 | Father Roy: Inside the School of Assassins                   | Narator   |
| 1997 | 187: Documented                                              | Narator   |
| 1999 | For Love of Julian                                           | Narator   |
| 2000 | Light Keeps Me Company                                       | Ea însăși |
| 2000 | Iditarod: A Far Distant Place                                | Narator   |
| 2000 | Mythos                                                       | Narator   |
| 2000 | This Is What Democracy Looks Like                            | Narator   |
| 2000 | Dying to be Thin                                             | Narator   |
| 2001 | Uphill All the Way                                           | Narator   |
| 2001 | 900 Women                                                    | Narator   |
| 2001 | The Shaman's Apprentice                                      | Narator   |
| 2001 | Rudyland                                                     | Narator   |
| 2001 | Islamabad: Rock City                                         | Narator   |
| 2001 | Ghosts of Attica                                             | Narator   |
| 2001 | The Party's Over                                             | Ea însăși |
| 2002 | The Next Industrial Revolution                               | Narator   |
| 2002 | Tibet: Cry of the Snow Lion                                  | Narator   |
| 2003 | XXI Century                                                  | Ea însăși |
| 2003 | The Nazi Officer's Wife                                      | Narator   |
| 2003 | Burma: Anatomy of Terror                                     | Narator   |
| 2003 | Journey of the Heart: The Life of Henri Nouwen               | Narator   |
| 2004 | Fragile Hopes from the Killing Fields                        | Narator   |
| 2005 | A Whale in Montana                                           | Narator   |
| 2005 | On the Line: Dissent in an Age of Terrorism                  | Ea însăși |
| 2006 | Secrets of the Code                                          | Narator   |
| 2006 | Christa McAuliffe: Reach for the Stars                       | Narator   |
| 2006 | Home                                                         | Ea însăși |
| 2007 | This Child of Mine                                           | Narator   |
| 2007 | Beyond Wiseguys: Italian Americans & the Movies              | Ea însăși |
| 2007 | Coming Home                                                  | Ea însăși |
| 2009 | PoliWood                                                     | Ea însăși |
| 2010 | Who Do You Think You Are?                                    | Ea însăși |
| 2014 | Unity                                                        | Narator   |
| 2015 | Connected (AOL Originals Series)                             | Ea însăși |

### Jocuri video
| An   | Titlu      | Voce        |
| ---- | ---------- | ----------- |
| 2012 | Dishonored | Granny Rags |